# Niemstów (województwo podkarpackie)

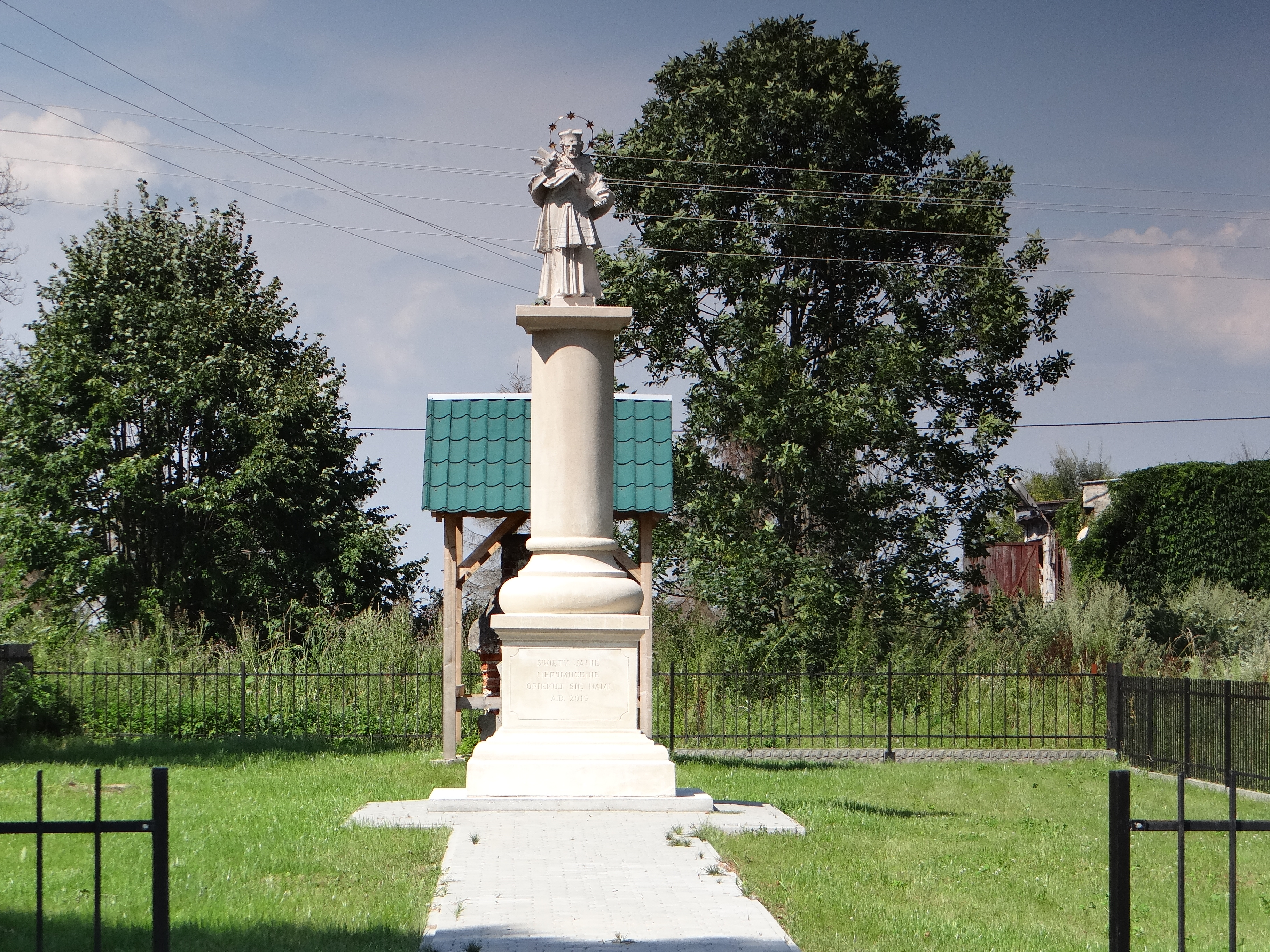
Figura św. Jana Nepomucena z 2013

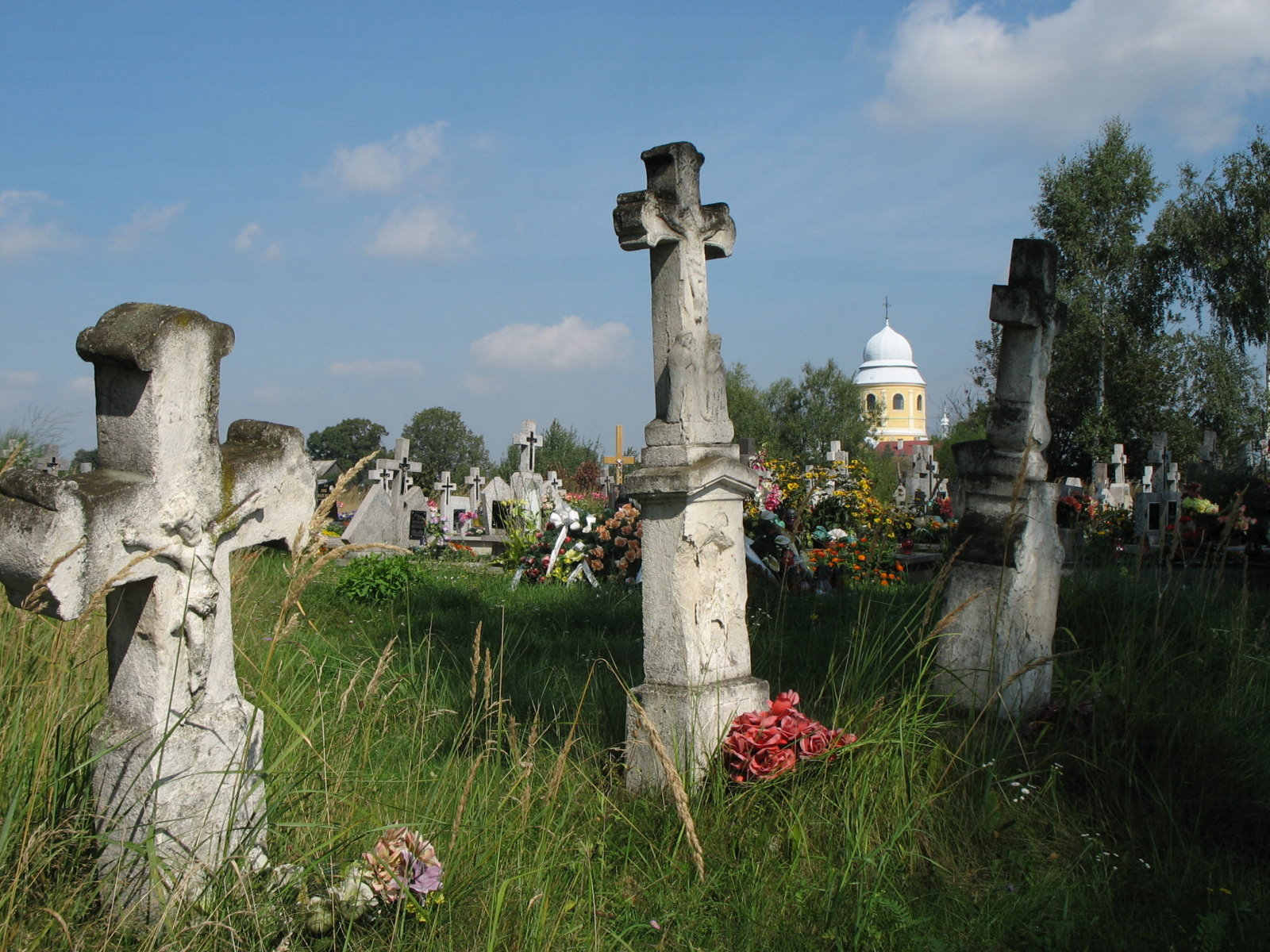
Cmentarz parafialny

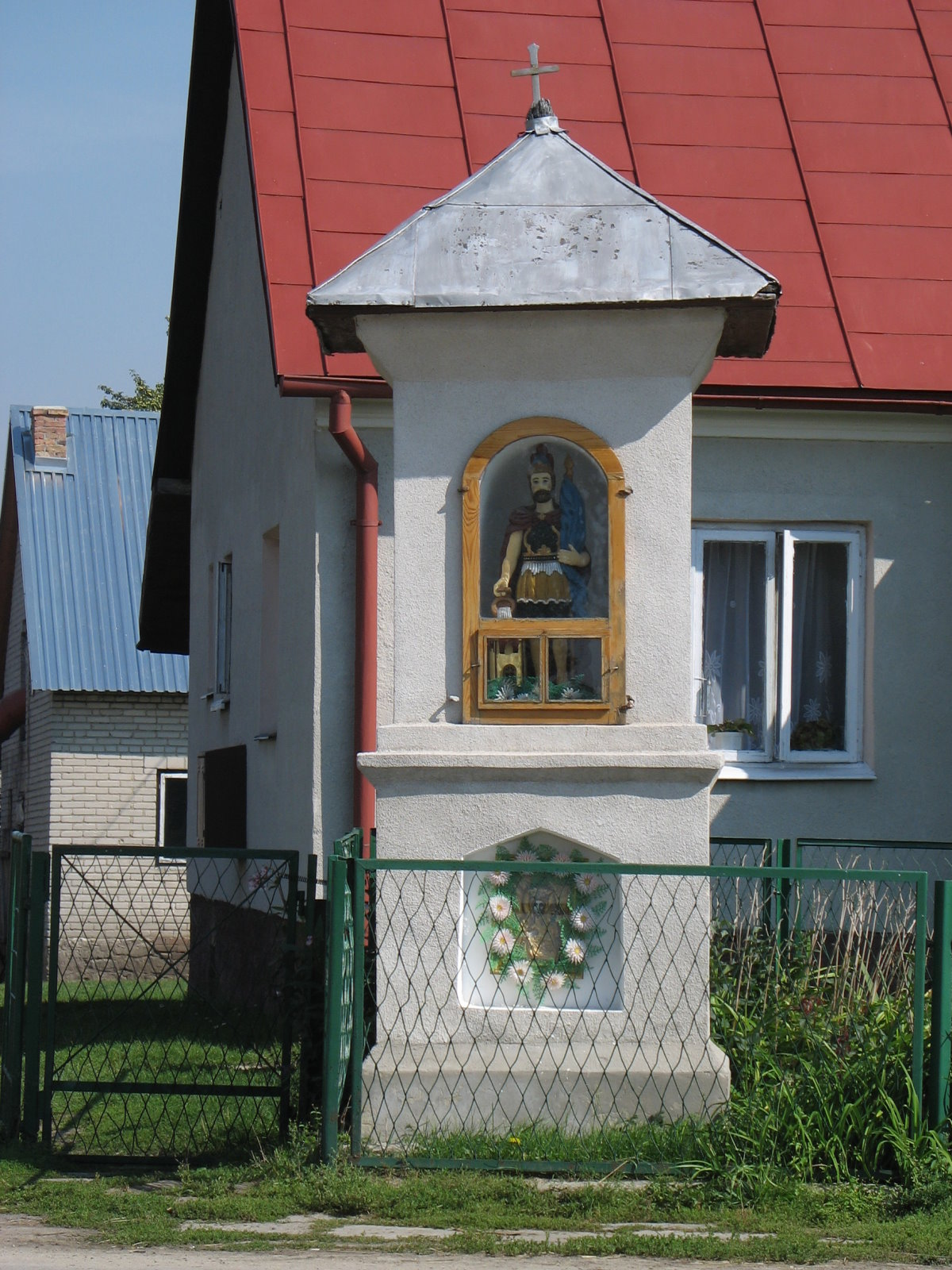
Kapliczka św. Floriana

Niemstów (w latach 1977–1981 Chmielowice) – wieś w Polsce położona w woj. podkarpackim, w pow. lubaczowskim, w gm. Cieszanów.
W latach 1954–1959 wieś należała i była siedzibą władz gromady Niemstów, po jej zniesieniu w gromadzie Dachnów. W latach 1975–1998 miejscowość położona była w województwie przemyskim.
| SIMC    | Nazwa    | Rodzaj     |
| ------- | -------- | ---------- |
| 0600160 | Mielniki | przysiółek |

## Historia
Pierwsze zagrody Niemstowa budowano prawdopodobnie już w XVII–XVIII wieku. Nazwa wsi wywodzi się od łąk leżących na skraju lasu, na których pierwsi osadnicy budowali swoje chaty. Łąki te nazywali niemstówkami. Pod koniec XVIII wieku Niemstów zamieszkało ok. 600 osób, w tym 370 Ukraińców. We wsi zbudowano karczmę i gorzelnię. W latach 20. XX wieku hodowano w Niemstowie konie pełnej i półkrwi angielskiej. Do połowy XIX wieku wieś należała do Sieniawskich, a następnie do Czartoryskich. Później weszła w skład tzw. klucza cewkowskiego, którego właścicielami byli Zamoyscy. W 1895 roku na rozległych dobrach Niemstowa i w miejscowym folwarku gospodarował baron Wattman z Rudy Różanieckiej. Hugo Wattman dał w prezencie Niemstów swojemu zięciowi – Zdzisławowi Avenariusowi. W tym okresie zaczęto budowę pałacu w Niemstowie, ale II wojna światowa nie pozwoliła tego obiektu wykończyć. Został on w części spalony i rozszabrowany.
W II Rzeczypospolitej wieś w powiecie lubaczowskim województwa lwowskiego. W 1921 r. liczyła ona 191 budynków mieszkalnych i 1130 mieszkańców. W latach 1943–1946 nacjonaliści ukraińscy z OUN-UPA zamordowali tutaj 8 Polaków. W czasie II wojny światowej wielu niemstowian wywieziono na roboty do Niemiec.
Po zakończeniu wojny na ziemiach dawnego folwarku wybudowano PGR. Przy gospodarstwie rolnym powstało też osiedle mieszkaniowe. We wsi funkcjonuje wodociąg, gazociąg, kanalizacja i oczyszczalnia ścieków, dokończono też telefonizację wsi.
12 września 2004 roku pochodzący z Niemstowa por. Piotr Mazurek zginął na misji wojskowej w Iraku.
W dawnym pałacu działa Niepubliczny Zakład Opiekuńczo-Leczniczy dla osób ze schorzeniami psychicznymi.

## Kościół
Ludność polska należała do parafii w Cieszanowie, a ludność ruska do parochii greckokatolickiej w Ułazowie. Parochia w Ułazowie w 1830 roku posiadała też cerkwie filialne w Niemstowie pw. Narodzenia Najświętszej Marii Panny (430 wiernych) i w Moszczanicy. Cerkiew w Niemstowie istniała już w 1696, następną zbudowano w 1822 (posiadała ikonostas przedstawiający tajemnice Różańca Świętego), kolejna cerkiew drewniana została zbudowana w 1845 roku. W 1912 roku została zbudowana murowana cerkiew filialna. W 1926 roku w Niemstowie było 545 grekokatolików i 600 rzymskich katolików. Parochia greckokatolicka w Ułazowie istniała do 1945 roku.
W opuszczonej cerkwi greckokatolickiej zorganizowano kościół rzymskokatolicki. Parafia Niemstów została erygowana 9 lipca 1980 roku przez administratora apostolskiego w Lubaczowie bp Mariana Rechowicza. Parafia objęła Niemstów i Ułazów. W Ułazowie na fundamentach cerkwi zbudowano kościół filialny, który został poświęcony 20 czerwca 1993 przez biskupa Jana Śrutwę.

## Oświata
Szkolnictwo w Niemstowie rozpoczęło się w 1875 roku. Szkoła w latach 1875–1879 była filialna, a w latach 1879–1906 była jednoklasowa, a od 1906 była już dwuklasowa. W 2012 roku szkoła filialna została zlikwidowana, a następnie zorganizowano 6-letnią szkołę niepubliczną prowadzoną przez Stowarzyszenie Cieszanów.pl. 23 września 2017 roku utworzono Zespół Szkolno-Przedszkolny w Niemstowie.

## Osoby związane z miejscowością
- por. Piotr Mazurek

## Zabytki
- Dawna cerkiew greckokatolicka, zbudowana w latach 1910–1912